# Filariose
Pour les articles homonymes, voir Filaire.
 Mise en garde médicale
Les filarioses sont des helminthiases, maladies dues à des vers parasites, des nématodes appelés filaires. Il existe une très grande diversité de filaires dont très peu d'espèces sont des parasites de l'être humain. Ce sont toutes des maladies transmissibles par la piqûre d'un arthropode vecteur et l'hôte principal est toujours un vertébré. Les filaires sont ovovivipares : elles ne pondent pas des œufs, mais des larves appelées microfilaires qui peuvent circuler dans le sang des vertébrés. Les adultes sont appelés macrofilaires qui peuvent vivre dans le système lymphatique, la peau ou autres tissus.
Les filarioses humaines sont très fréquentes dans les pays tropicaux (plus de 70 pays dans le monde). Leur gravité est variable : elles peuvent être bénignes ou lourdement handicapantes.
La dracunculose, provoquée par Dracunculus medinensis ou « filaire de Médine », a longtemps été classifiée par le corps médical comme une filaire cutanée. Mais ce nématode non transmis par un vecteur appartient à un ordre différent.

## Classification
Les principales filarioses humaines sont lymphatiques ou cutanées.

### Les filarioses lymphatiques
Elles sont présentes en Afrique, en Asie, et dans le Pacifique, en zone tropicale (plus rarement en Amérique).
La transmission s'effectue par un culicidé, moustique tel que Culex, Anophèle, Aedes, etc.
Les vers adultes vivent dans les lymphatiques qu'ils obstruent plus ou moins complètement, créant des accidents aigus ou des troubles chroniques. Les troubles chroniques sont dominés par le risque d'éléphantiasis, avec de lourdes conséquences fonctionnelles, esthétiques et psychologiques, c'est la deuxième cause de handicap permanent dans le monde.
- La filaire de Bancroft, la plus répandue, due à Wuchereria bancrofti et sa variété du Pacifique W. bancrofti var. pacifica.
- La filaire de Malaisie, due à Brugia malayi, uniquement en Asie.
- La filaire de Timor, due à Brugia timori , uniquement en Indonésie.

### Les filarioses cutanées
- la loase causée par Loa loa, est strictement africaine (bloc forestier d'Afrique centrale). Le vecteur est un taon, le Chrysops, dit aussi « mouche rouge » ou « mouche filaire ». Relativement moins grave, elle provoque des troubles tels que le prurit et des œdèmes dits de Calabar.
- l'onchocercose due à Onchocerca volvulus, est transmise par une petite mouche, la simulie (Simulium damnosum). C'est une maladie grave par ses complications oculaires, pouvant entrainer la « cécité des rivières ».

### Les autres
Moins fréquentes, ce sont des filaires qui parasitent surtout l'animal et plus rarement l'homme.

#### Les mansonelloses
Elles parasitent les singes anthropoïdes, et parfois l'homme. Elles sont peu ou non pathogènes, transmises par un diptère cératopogonide (moucheron piqueur minuscule de 2 mm).
Elles se manifestent chez l'homme par des troubles allergiques peu spécifiques et une augmentation de l'éosinophilie. Le diagnostic se fait par détection des microfilaires dans le sang ou la peau.
Le traitement est difficile, à cause du peu d'efficacité des médicaments habituels contre les microfilaires.
- la mansonellose à Mansonella streptocerca, c'est une filariose cutanée d'Afrique tropicale.

- à Mansonella perstans, se localiserait dans les séreuses, présente en Afrique et en Amérique tropicales.

- à Mansonella ozzardi, dans les séreuses, en Amérique et dans les Caraïbes.
- à Mansonella rhodani, au Gabon.

#### Les dirofilarioses
- les dirofilarioses, dues à Dirofilaria, touchent des mammifères (chiens et chats), transmises par des moustiques, elles peuvent exister en zone tropicale ou tempérée. L'homme est rarement touché, il s'agit alors d'une impasse parasitaire, où le parasite n'arrive pas à maturation et ne peut se reproduire (absence de microfilaires dans le sang).

## Diagnostic et traitement
Le diagnostic peut être évoqué lors d'une éosinophilie sanguine pour la loase, l'onchocercose, et les mansonelloses, moins constamment pour les filarioses lymphatiques. En principe, les dirofilarioses ne donnent pas d'éosinophilie. Un diagnostic sérologique est parfois possible, par laboratoire spécialisé.
Il n'y a pas de rapport entre le taux de microfilaires dans le sang et l'intensité des signes cliniques (« paradoxe clinico-parasitologique »).
La prévention est celle contre les insectes piqueurs : répulsifs cutanés, moustiquaires, vêtements couvrants. Le risque est très faible pour les touristes, mais il augmente avec la durée du séjour. Il devient significatif après un séjour prolongé de plusieurs semaines.
Le traitement curatif médicamenteux vise surtout les microfilaires. Les produits les plus utilisés sont les diéthylcarbamazine, ivermectine, et albendazole, en cures répétées. Selon les cas, l'extraction chirurgicale de macrofilaires peut être nécessaire.